# La Chapelle-Onzerain

La Chapelle-Onzerain este o comună în departamentul Loiret din centrul Franței. În 1 ianuarie 2022 avea o populație de 110 de locuitori.